# Max Horton
Sir Max Kennedy Horton GCB (29. listopadu 1883 – 30. července 1951) byl britský admirál, vítěz bitvy o Atlantik.

## Život
Za první světové války byl velitelem ponorky. Stal se ponorkovým esem a obdržel několik vyznamenání za statečnost. V kariérním žebříčku postupně povyšoval, až se stal roku 1937 velitelem záložního loďstva Royal Navy. S vypuknutím druhé světové války byl v lednu 1940 povýšen na velitele britského ponorkového loďstva. Roku 1942 byl jmenován vrchním velitelem západního pobřeží Velké Británie a tím byl velitelem Britů v bitvě o Atlantik. V námořnictvu zůstal až do roku 1949. Stal se legendou díky svému vítězství v bitvě o Atlantik. Zemřel roku 1951.